# بيير غوستاف برونيه
بيير غوستاف برونيه (بالفرنسية: Pierre Gustave Brunet)‏ هو لغوي ومؤرخ فرنسي، ولد في 18 نوفمبر 1807 في بوردو في فرنسا، وتوفي بنفس المكان في 24 يناير 1896.